# Соя (рід)
Соя (Glycine) — рід квіткових рослин з родини бобових. Найвідомішим видом є соя звичайна (Glycine max). Хоча більшість видів зустрічаються лише в Австралії, ареал сої простягається до Східній Азії й Китаю. Займає тропіки, субтропіки та помірний пояс Східної півкулі.

## Морфологічна характеристика
Це однорічні чи багаторічні трав'янисті рослини, вони в'юнкі, повзучі чи прямовисні. В'юнкі в'ються вгору проти годинникової стрілки. Корені трав'янисті або майже дерев'янисті, зазвичай з бульбочками. Листки розташовані почергово, спірально або в два ряди на стеблі; вони перисто-3(7)-листочкові; прилистки дрібні, вільні, зазвичай опадні. Суцвіття пазушні, китицеподібні чи зонтикоподібні. Квітки невеликі, двостатеві, зигоморфні, на ніжках чи сидячі, поодинокі чи зібрані у вузлах. Приквітки малі біля основи квітконосу й приквітники парні, біля основи чашечки. Чашечка плівчаста, дзвінчаста, волосиста, глибоко 2-губа; верхні 2 частки зрощені, нижні 3 ланцетні до щетинкоподібної. Віночки мають типову будову метеликових квіток. Віночок зазвичай пурпуровий, світло-пурпуровий чи білий, трохи довший за чашечку, голий; пелюстки довгокігтисті; штандарти великі, підкруглі чи зворотно-яйцюваті; крила вузькі, злегка зрощені з кілями; кілі коротші за крила, тупі, верхівка незакручена. Десять плідних тичинок не зрощені з пелюстками і чітко чергуються довші з коротшими. Боби лінійні чи довгасті, прямі чи зігнуті. Насіння 1–5, яйцювато-видовжені, майже сплюснуто-чотирикутні, сплющені або округлі. У деяких видів боби перебувають у землі, подібно до арахісу. Підземні плоди зазвичай містять тільки одне насіння, плоди, що дозрівають на повітрі, зазвичай містять від двох до чотирьох, рідше п'яти насіння.

## Використання
Glycine max використовується в їжу. Рослина має медичне використання. Іноді її вирощують як сидерат. Олія має дуже широкий спектр застосування і широко використовується в хімічній промисловості. Рослина є чудовим джерелом біомаси. Олію з насіння можна використовувати як дизельне паливо, а стебла можна спалювати як паливо.
Glycine tomentella має медичне використання. Цей вид є третинним генетичним родичем сої (Glycine max) і як такий має потенціал у програмах селекції.
Glycine tabacina використовується в їжу, а саме корінь рослини. Рослина має медичне використання.
Glycine soja використовується в їжу. Рослина має медичне використання. Олія має дуже широкий спектр застосування і широко використовується в хімічній промисловості. Цей вид є диким предком культивованої сої та має потенційну цінність як генетичний ресурс, особливо при розведенні для підвищення врожайності.

## Етимологія
Назва роду Glycine спочатку була введена Карлосом Ліннеєм у першому виданні Genera Plantarum. Воно походить від грецького «glykys» (солодкий) і, ймовірно, стосується солодкості грушоподібних їстівних бульб, вироблених рослиною Glycine apios, тепер відомою як Apios americana. Соя — запозичення із західноєвропейських мов; німецька, нідерландська, англійська й французькі назви зводяться до яп. shoyu (so-ju), що значить «соєва олія», що походить від китайської ciang-yu (теж «соєва олія»).

## Види
Підрід Glycine
1. Glycine albicans[d] Tindale & Craven(інші мови)
2. Glycine aphyonota[d] B.E.Pfeil(інші мови)
3. Glycine arenaria[sv] Tindale
4. Glycine argyrea[sv] Tindale
5. Glycine canescens[en] F.J.Herm.(інші мови)
6. Glycine clandestina[en] J.C.Wendl.
7. Glycine curvata[sv] Tindale
8. Glycine cyrtoloba[sv] Tindale
9. Glycine falcata[sv] Benth.
10. Glycine gracei[d] B.E.Pfeil(інші мови) & Craven(інші мови)
11. Glycine hirticaulis[d] Tindale & Craven(інші мови)
12. Glycine lactovirens[d] Tindale & Craven(інші мови)
13. Glycine latifolia[en] (Benth.) C.Newell & Hymowitz(інші мови)
14. Glycine latrobeana[en] (Meissner) Benth.
15. Glycine microphylla[en] (Benth.) Tindale
16. Glycine montis-douglas[d] B.E.Pfeil(інші мови) & Craven(інші мови)
17. Glycine peratosa[d] B.E.Pfeil(інші мови) & Tindale
18. Glycine pescadrensis[d] Hayata
19. Glycine pindanica[sv] Tindale & Craven
20. Glycine pullenii[d] B.E.Pfeil(інші мови), Tindale & Craven(інші мови)
21. Glycine remota[d] M.D.Barrett(інші мови) & R.L.Barrett(інші мови)
22. Glycine rubiginosa[d] Tindale & B.E.Pfeil(інші мови)
23. Glycine stenophita[d] B.E.Pfeil(інші мови) & Tindale
24. Glycine syndetika[d] B.E.Pfeil(інші мови) & Craven(інші мови)
25. Glycine tabacina[en] (Labill.) Benth.
26. Glycine tomentella[en] Hayata

Підрід Soja (Moench) F.J. Herm.
1. Glycine soja Siebold & Zucc.
2. Glycine max (L.) Merr.